# Musée de la Valltorta
Le Musée de la Valltorta a été créé par la Généralité valencienne avec pour mission de veiller à la conservation, l'étude et la diffusion du patrimoine de la Valltorta.

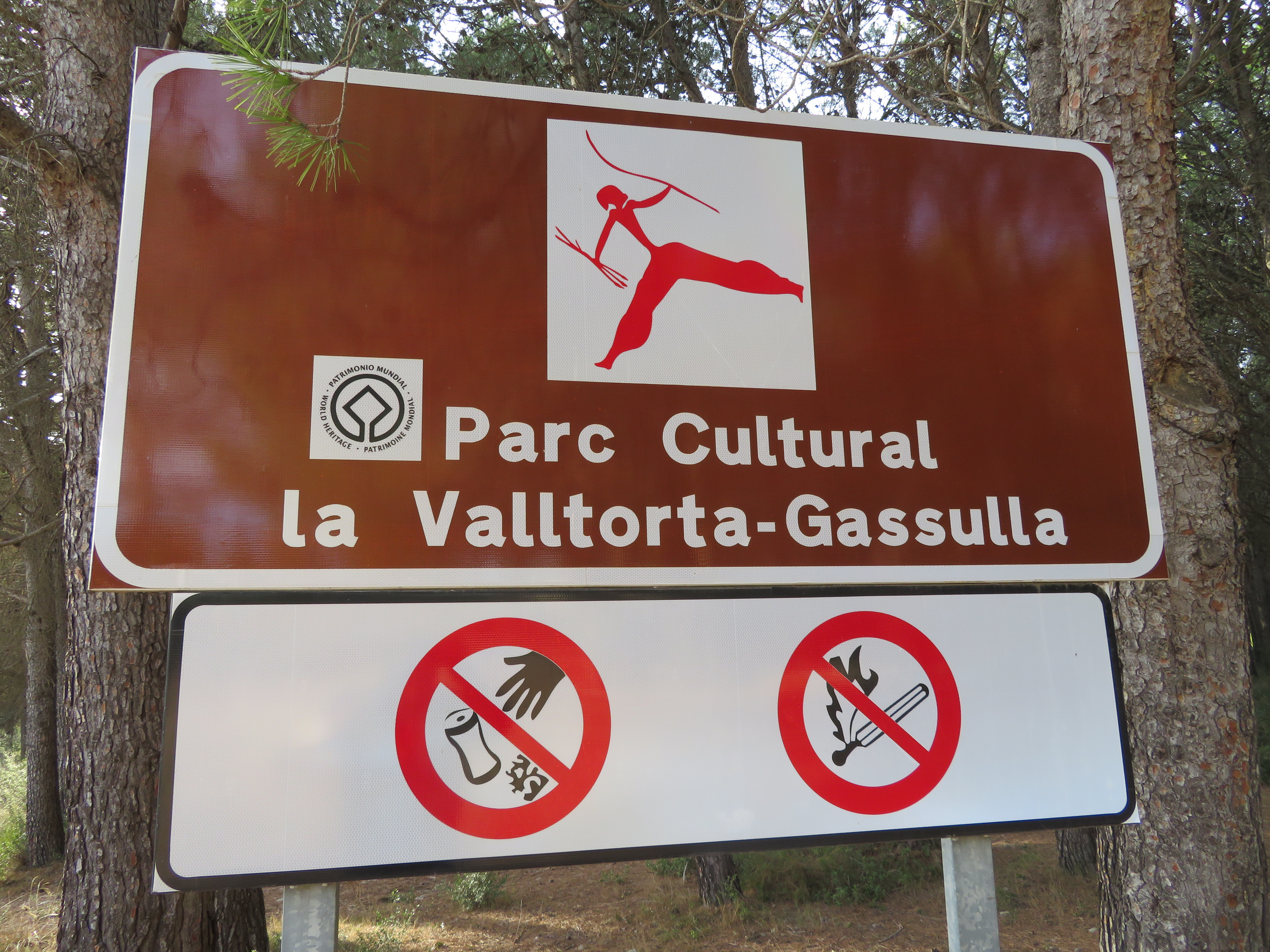
Parque cultural de la Valltorta-Gasulla.

## Présentation
L'édifice est l'œuvre des architectes Miguel del Rey Aynat et Íñigo Magro de Orbe. Il est situé a la partida del Pla de l'Om, dans la commune de Tírig (Alt Maestrat, Communauté valencienne), à 500 mètres du Barranc de la Valltorta.
Ses installations comportent quatre salles d'exposition permanente et une salle pour les expositions temporaires, ainsi que des dépendances de travail, comme un laboratoire, des magasins et une bibliothèque.

## Collections
Dans la Salle I est offerte une vision de l'évolution de la population préhistorique du Pays Valencien, au moyen d'une série de matériels archéologiques : matériel lithique, os et céramique, et de ses manifestations artistiques, depuis le Paléolithique jusqu'à l'Âge du bronze.
La Salle II est dédiée à la Valltorta, à l'histoire de son peuplement et des systèmes traditionnels d'agriculture et d'élevage. Une maquette interactive de la Valltorta et de ses alentours permet de situer les principaux points d'intérêts: ensembles rupestres levantins, gisements archéologiques, constructions rurales et les zones de peuplement. Les vitrines montrent le matériel archéologique de divers gisements préhistoriques et ibèriques et autres objets traditionnels, qui constituent une très riche collection archéologique et ethnographique.
Dans la Salle III, on trouve la reproduction à l'identique de la Cove dels Cavalls, découverte en 1917 et déclarée Monument Històric Artístic en 1924. On trouve aussi des informations sur les techniques utilisées par les peintres préhistoriques et sur l'histoire des peintures de la Valltorta.
La Salle IV est dédiée aux problèmes de dégradation des peintures rupestres, soumises depuis d'antiquité à des atteintes constantes naturelles et humaines. Au centre de la salle est exposée la figure 68 des Coves del Civil, brutalement extraite de l'abri, il y a un demi-siècle et actuellement récupérée.

## Visites

### Horaires du musée
Fermeture le lundi. Entrée libre.
- En été (de mai à septembre) : 10:00 à 14:00 et de 17:00 à 20:00 heures.
- En hiver (d'octobre à avril) : 10:00 à 14:00 et de 16:00 à 19:00 heures.

### Visites des abris-sous-roches
Depuis le musée sont organisées des visites guidées vers les abris du Barranc de la Valltorta. Les horaires usuels pour les groupes qui arrivent au musée sont :
- visite de l'abri de Mas d'en Josep à 10 h.
- visite de la Cova dels Cavalls à 12 h.
- visite de la Cova del Civil à 18 h (en été) ou 16 h 30 (en hiver).